# AGM-142 Have Nap
L'AGM-142 Have Nap è la denominazione statunitense del missile aria-superficie israeliano anche noto come Popeye. Questi missili, venduti anche all'USAF come arma a medio raggio, sono ultimamente prodotti anche nella versione con turbogetto, seguendo l'indirizzo dell'AS-18, e si sospetta che possano trasportare anche testate nucleari.

## Progettazione
Il missile AGM-142 è frutto di una joint venture tra la Lockheed Martin e la compagnia israeliana Rafael Advanced Defense Systems Ltd. L'arma è stata progettata per l'attacco di precisione da distanza di sicurezza. Il missile è spinto da un motore a razzo a stadio singolo, ha un sistema di guida inerziale, e durante la fase finale dell'attacco può essere guidato dal pilota via datalink, via TV o immagine IR, a seconda del modello del missile. Non è necessario che l'aereo rimanga in zona, visto che il controllo del missile può essere passato ad un'altra piattaforma. Infine il missile può essere equipaggiato con due tipi di testate, una da 340 kg esplosiva e una da 360 kg progettata per penetrare il bersaglio.

## Dispiegamento
L'aviazione militare israeliana utilizza questo missile fin dal 1985, mentre gli USA ne hanno ordinati 154 nel 1989 e successivamente, nel 1996, altri 54. La Royal Australian Air Force ne ha acquistato un certo quantitativo negli anni '90 per utilizzarli con l'F-111, ma a causa di problemi imprevisti nell'adattarli al bombardiere, si è previsto un loro utilizzo non prima del 2006. Infine anche la Turchia lo utilizza per i suoi  F-4 2020 Terminator.

## Utilizzatori
- Australia: Royal Australian Air Force
- Corea del Sud:: Republic of Korean Air Force
- Israele: Heyl Ha'Avir
- Turchia: Aeronautica Militare Turca
- Stati Uniti: United States Air Force